# هليون كثيف الأزهار
هليون كثيف الأزهار أو السرخس الهيلوني أو الإسبرجس كثيف الأزهار (الاسم العلمي: Asparagus densiflorus) هي نبتة سامة معمرة دائمة الخضرة، وهي قريبة جداً من نبات الهليون، ويستوطن هذا النبات جنوب أفريقيا، من موزمبيق حتى جنوب أفريقيا، ولا يمكنه احتمال الصقيع 

## الوصف
لهذا النبات أوراق أبرية ذات لون أخضر لامع، وسيقانها ذات أشواك تلتصق بواسطتها على الجدران أو تغطي الأرض، ولها أزهار بيضاء تتحول فيما بعد إلى ثمار لبية حمراء، ويفضل هذا النبات التربة جيدة التهوية ذات المواد العضوية، كما يمكن أن ينمو في الترب القلوية، ويستطيع مقاومة الجفاف لفترة، ويمكن له أن يتكاثر بتقسيم الجذور أو بالبذور.

## الاستخدامات
يستخدم لتحسين المواقع عبر تغطية الأرض أو حوافها، ويستخدم عادةً لمنظره الجذاب، حيث يمكن زراعته في أحواض زراعية.